# جون وايز
جون وايز هو فلاح وسياسي كندي، ولد في 12 ديسمبر 1935 في سانت توماس في كندا، وتوفي في 9 يناير 2013 في لندن في كندا. حزبياً، نشط في الحزب الكندي التقدمي المحافظ. وقد انتخب وزير الزراعة والأغذية الزراعية (كندا) (17 سبتمبر 1984 – 14 سبتمبر 1988) وانتخب وزير الزراعة والأغذية الزراعية (كندا) (4 يونيو 1979 – 2 مارس 1980) وانتخب عضو مجلس العموم الكندي.